# Shapur-i Shahrvaraz
Shapur-i Shahrvaraz (Tiếng trung Ba Tư: 𐭱𐭧𐭯𐭥𐭧𐭥𐭩𐭩 𐭧𐭱𐭨𐭥𐭥𐭥𐭰), còn được gọi là Shapur V, là một kẻ tiếm vị của nhà Sassanid, ông đã trị vì trong một thời gian ngắn cho đến khi ông bị lật đổ bởi những người ủng hộ Azarmidokht.

## Tiểu sử
Shapur-i Shahrvaraz là con trai của Shahrbaraz, viên spahbed danh tiếng của nhà Sassanid và một thời gian ngắn từng là Shahanshah. Mẹ ông là em gái của vua Khosrau II. Năm 630, sau khi Borandukht bị lật đổ, Shapur đã trở thành vua của đế chế Sassanid nhưng ông đã sớm bị các nhà quý tộc Sassanid lật đổ bởi họ không chấp nhận sự cai trị của ông. Ông đã được kế vị bởi người chị họ của mình, Azarmidokht. Khi bà ta trở thành nữ hoàng của Ba Tư, Farrukh Hormizd cầu hôn với bà, điều này đã được Shapur ủng hộ. Tuy nhiên, Azarmidokht đã từ chối điều này và nổi giận vì ông đã ủng hộ điều này. Những gì đã xảy ra với Shapur sau đó không được biết đến.